# Girls Just Want to Have Fun
"Girls Just Want to Have Fun" là một bài hát được sáng tác và ghi âm đầu tiên vào năm 1979 bởi nhạc sĩ người Mỹ Robert Hazard. Tuy nhiên, nó được biết đến nhiều hơn với phiên bản của ca sĩ người Mỹ Cyndi Lauper, phát hành vào năm 1983. Đây là đĩa đơn chính thức đầu tiên mà nữ ca sĩ phát hành dưới tư cách nghệ sĩ solo cũng như là đĩa đơn chủ đạo cho album phòng thu đầu tay của cô She's So Unusual. Phiên bản của Lauper được công nhận là một thánh ca về nữ quyền và được quảng bá bằng một video giành được rất nhiều giải thưởng. Nó đã được hát lại trong các album hay những buổi hòa nhạc trực tiếp của hơn 30 nghệ sĩ khác nhau.
Bài hát được xem là một bước đột phá lớn trong sự nghiệp của Lauper, đạt vị trí thứ 2 trên Billboard Hot 100 (Mỹ) và trở thành một hit toàn cầu trong suốt khoảng thời gian cuối năm 1983 và đầu năm 1984 khi lọt vào top 10 các bảng xếp hạng tại hơn 25 quốc gia cũng như đạt vị trí số 1 tại Úc, Canada, Ireland, Nhật Bản, New Zealand và Na Uy. Nó cũng là một trong những bài hát thương hiệu của cô và là một bài hát phổ biến rộng rãi trong suốt thời kỳ phát hành, được xem là điểm nhấn nổi bật cho nền âm nhạc những năm 1980. "Girls Just Want to Have Fun" đã được đưa vào danh sách: "100 bài hát Pop hay nhất: 1-50" của Rolling Stone & MTV, "Top 100 Video ca nhạc" của Rolling Stone và "100 Video vĩ đại nhất" của VH1 lần lượt ở các vị trí thứ 22, 39 và 45. Bài hát còn nhận được các đề cử cho giải Grammy ở hạng mục Thu âm của năm và Trình diễn giọng pop nữ xuất sắc nhất. Trong năm 2013, nó đã được mix lại bởi Yolanda Be Cool, nhân kỷ niệm 30 năm ngày phát hành lại album She's So Unusual.

## Danh sách bài hát
Đĩa 7"
- A. "Girls Just Want To Have Fun" — 3:55,(R. Hazard)
- B. "Right Track Wrong Train" — 4:40 (C. Lauper, E. Greenwich, J. Kent)[5]

Đĩa 12" Promo
- A. "Girls Just Want To Have Fun (bản mở rộng)" — 6:08
- B1. "Fun With V. Knutsn (bản không lời)"—7:10
- B2. "Xtra Fun"—5:05[5]

## Thành tựu
| Năm  | Đơn vị            | Danh sách                                 | Bài hát                       | Xếp hạng |
| ---- | ----------------- | ----------------------------------------- | ----------------------------- | -------- |
| 1985 | The Village Voice | Bạn đọc Pazz & Jop bình chọn cho năm 1984 | "Girls Just Want to Have Fun" | 10       |
| 1993 | Rolling Stone     | Top 100 Video ca nhạc                     | "Girls Just Want to Have Fun" | 22       |
| 1999 | MTV               | 100 Video hay nhất từng được tạo nên      | "Girls Just Want to Have Fun" | 58       |
| 2001 | VH1               | 100 Video hay nhất                        | "Girls Just Want to Have Fun" | 45       |
| 2006 | VH1               | 100 bài hát của thập niên 80              | "Girls Just Want to Have Fun" | 23       |

### Giải thưởng và đề cử
| Năm  | Đề cử / Tác phẩm              | Giải thưởng                                                     | Kết quả   |
| ---- | ----------------------------- | --------------------------------------------------------------- | --------- |
| 1983 | "Girls Just Want to Have Fun" | Giải thưởng Video Mỹ cho Nghệ sĩ nữ trình diễn xuất sắc nhất    | Đoạt giải |
| 1984 | "Girls Just Want to Have Fun" | Giải Video âm nhạc của MTV cho Video của năm                    | Đề cử     |
| 1984 | "Girls Just Want to Have Fun" | Giải Video âm nhạc của MTV cho Nghệ sĩ mới xuất sắc nhất        | Đề cử     |
| 1984 | "Girls Just Want to Have Fun" | Giải Video âm nhạc của MTV cho Video xuất sắc nhất của nữ ca sĩ | Đoạt giải |
| 1984 | "Girls Just Want to Have Fun" | Giải Video âm nhạc của MTV cho Video có ý tưởng xuất sắc nhất   | Đề cử     |
| 1984 | "Girls Just Want to Have Fun" | Giải Video âm nhạc của MTV – Sự lựa chọn của Người hâm mộ       | Đề cử     |
| 1984 | "Girls Just Want to Have Fun" | Giải Video âm nhạc của MTV cho Tổng thể xuất sắc nhất           | Đề cử     |
| 1985 | "Girls Just Want to Have Fun" | Giải Grammy cho Thu âm của năm                                  | Đề cử     |
| 1985 | "Girls Just Want to Have Fun" | Giải Grammy cho Trình diễn giọng pop nữ xuất sắc nhất           | Đề cử     |

## Xếp hạng
| Bảng xếp hạng (1983–84)             | Vị trí cao nhất |
| ----------------------------------- | --------------- |
| Australian ARIA Singles Chart       | 1               |
| Austria Top 40                      | 3               |
| Brazil Hit Parade                   | 1               |
| Canada - RPM Magazine               | 1               |
| Dutch Singles Chart                 | 3               |
| European Hot 100                    | 1               |
| German Singles Chart                | 6               |
| Ireland Singles Chart               | 1               |
| Italian Singles Chart               | 4               |
| Japanese Oricon Weekly Chart        | 17              |
| Japanese Oricon International Chart | 1               |
| New Zealand RIANZ Singles Chart     | 1               |
| Norwegian VG-lista Chart            | 1               |
| Swedish Singles Chart               | 5               |
| Swiss Singles Chart                 | 6               |
| UK Singles Chart                    | 2               |
| US Billboard Hot 100                | 2               |
| US Billboard Hot Dance Club Songs   | 1               |

| Bảng xếp hạng                        | Vị trí |
| ------------------------------------ | ------ |
| Mỹ (Billboard Year-End)              | 15     |
| Vương quốc Anh (UK Year-End Singles) | 32     |
| Canada (RPM Year-End Singles)        | 9      |
| Úc (Kent Music Report)               | 9      |

## Chứng nhận
| Quốc gia                                                                           | Chứng nhận                                     | Số đơn vị/doanh số chứng nhận  |
| ---------------------------------------------------------------------------------- | ---------------------------------------------- | ------------------------------ |
| Canada (Music Canada)                                                              | 2× Bạch kim                                    | 200,000^                       |
| Pháp (SNEP)                                                                        | Vàng                                           | 515,000                        |
| Nhật Bản (RIAJ)                                                                    | Vàng                                           | 110,420^                       |
| Anh Quốc (BPI)                                                                     | Bạc                                            | 250.000^                       |
| Hoa Kỳ (RIAA)                                                                      | Bạch kim Bạch kim (nhạc chuông) Vàng (nhạc số) | 1,000,000^ 1,000,000* 500,000* |
| Tổng hợp                                                                           |                                                |                                |
| Toàn cầu                                                                           | —                                              | 6,000,000                      |
| * Chứng nhận dựa theo doanh số tiêu thụ. ^ Chứng nhận dựa theo doanh số nhập hàng. |                                                |                                |

## (Hey Now) Girls Just Want to Have Fun
"(Hey Now) Girls Just Want to Have Fun" là đĩa đơn đầu tiên trích từ tuyển tập hit Twelve Deadly Cyns...and Then Some của Cyndi Lauper vào năm 1994, giúp cô trở lại bảng xếp hạng Billboard Hot 100 lần đầu tiên từ năm 1989. Ngoài ra nó còn lọt vào top 10 và top 40 của nhiều bảng xếp hạng, trong đó thứ hạng cao nhất của bài hát là hạng 4 tại Vương quốc Anh và New Zealand.

### Danh sách bài hát
Đĩa CD tại Mỹ
1. "(Hey Now) Girls Just Want to Have Fun" (bản đĩa đơn)
2. "(Hey Now) Girls Just Want to Have Fun" (bản của Mickey Bennett)
3. "(Hey Now) Girls Just Want to Have Fun" (bản Home Grown của Sly & Robbie)
4. "(Hey Now) Girls Just Want to Have Fun" (Vasquez remix)
5. "Girls Just Want to Have Fun" (bản gốc)

Đĩa CD tại Nhật
1. "(Hey Now) Girls Just Want to Have Fun" (bản đĩa đơn)
2. "(Hey Now) Girls Just Want to Have Fun" (bản của Mickey Bennett)
3. "(Hey Now) Girls Just Want to Have Fun" (bản Home Grown của Sly & Robbie)
4. "(Hey Now) Girls Just Want to Have Fun" (Vasquez remix)

Đĩa CD tại Pháp
1. "(Hey Now) Girls Just Want to Have Fun"
2. "Hat Full of Stars"

### Xếp hạng
| Bảng xếp hạng (1994–95)              | Vị trí cao nhất |
| ------------------------------------ | --------------- |
| Australian ARIA Singles Chart        | 62              |
| Belgium (Ultratip Wallonia)          | 50              |
| French SNEP Singles Chart            | 3               |
| German Singles Chart                 | 56              |
| Irish Singles Chart                  | 10              |
| Japanese International Singles Chart | 8               |
| New Zealand RIANZ Singles Chart      | 4               |
| Swedish Singles Chart                | 38              |
| Swiss Singles Chart                  | 37              |
| UK Singles Chart                     | 4               |
| US Billboard Hot 100                 | 87              |

### Chứng nhận
| Nước           | Chứng nhận | Doanh số |
| -------------- | ---------- | -------- |
| Vương quốc Anh | Bạc        | 200,000  |

## Phiên bản của Race for Life
Năm 2010, Hội Nghiên cứu ung thư của Anh đã thu âm bài hát nhằm hỗ trợ cho chiến dịch từ thiện cho họ Race for Life với sự tham gia của nhiều gương mặt nổi tiếng.

### Xếp hạng
| Bảng xếp hạng (2010) | Vị trí cao nhất |
| -------------------- | --------------- |
| UK Singles Chart     | 107             |
| UK Indie Chart       | 7               |